# Daniel Alonso
Daniel Alonso (Montevideo, 18 aprile 1956) è un ex calciatore uruguaiano, di ruolo attaccante.

## Carriera

### Club
Ha giocato nella massima serie dei campionati spagnolo e uruguaiano.

### Nazionale
Con la Nazionale uruguaiana ha preso parte alla Copa América 1979.